# Quasi omomorfismo
Un quasi omomorfismo è un'applicazione da {\displaystyle \mathbb {Z} } in sé che può essere considerata una generalizzazione degli omomorfismi.

## Definizione
Una funzione {\displaystyle f:\mathbb {Z} \longrightarrow \mathbb {Z} } si dice quasi omomorfismo se {\displaystyle \exists k\in \mathbb {N} } tale che {\displaystyle \forall n,m\in \mathbb {Z} }:
{\displaystyle |f(n+m)-f(n)-f(m)|\leq k.}
Naturalmente se k=0 si è in presenza di un omomorfismo.

## Proprietà
Sia {\displaystyle f:\mathbb {Z} \longrightarrow \mathbb {Z} } un quasi omomorfismo con costante {\displaystyle k\in \mathbb {N} }:
- {\displaystyle \forall n,m\in \mathbb {Z} :|f(m\cdot n)-m\cdot f(n)|\leq (|m|+1)\cdot k};
- {\displaystyle \forall n,m\in \mathbb {Z} :|n\cdot f(m)-m\cdot f(n)|\leq (|n|+|m|+2)\cdot k};
- Ad ogni quasi omomorfismo corrisponde una successione di Cauchy e viceversa.[1]

## Classi di equivalenza
Si può definire una relazione tra quasi omomorfismi nel modo seguente:
Siano {\displaystyle f,g} quasi omomorfismi, {\displaystyle f\sim g\leftrightarrow \forall n\in \mathbb {Z} ,\exists k\in \mathbb {N} } tale che {\displaystyle |f(n)-g(n)|\leq k.}
Si dimostra facilmente che {\displaystyle \sim } è una relazione d'equivalenza. Si dimostra anche che ad ogni classe di equivalenza di quasi omomorfismi {\displaystyle [f]_{\sim }} corrisponde una classe di successioni di Cauchy {\displaystyle [a_{n}]}. Con questo risultato si scopre che è possibile costruire l'insieme dei numeri reali {\displaystyle \mathbb {R} } a partire da {\displaystyle \mathbb {Z} } utilizzando classi di quasi omomorfismi.